# مارگارت وودرو ویلسون
مارگارت وودرو ویلسون (۱۶ آوریل سال ۱۸۸۶، گینسویل، جورجیا – ۱۲ فوریه ۱۹۴۴، پودوچری، هند) دختر رئیس جمهور آمریکا وودرو ویلسون و همسرش الن لوئیس اکسون بود. مارگارت دو خواهر داشت، به جسی ویلسون و النور ویلسون. پس از مرگ مادرش در سال ۱۹۱۴ او به عنوان بانوی اول ایالات متحده آمریکا خدمات کرد، این تا زمانی بود که وودرو ویلسون در سال ۱۹۱۵ برای بار دوم ازدواج کرد.